# UFC 300
UFC 300: Pereira vs. Hill fue un evento de artes marciales mixtas producido por Ultimate Fighting Championship que se llevó a cabo el 13 de abril de 2024, en el T-Mobile Arena en Las Vegas, Nevada, Estados Unidos.

## Historia

### Cartelera principal: tres peleas titulares y una eliminatoria titular

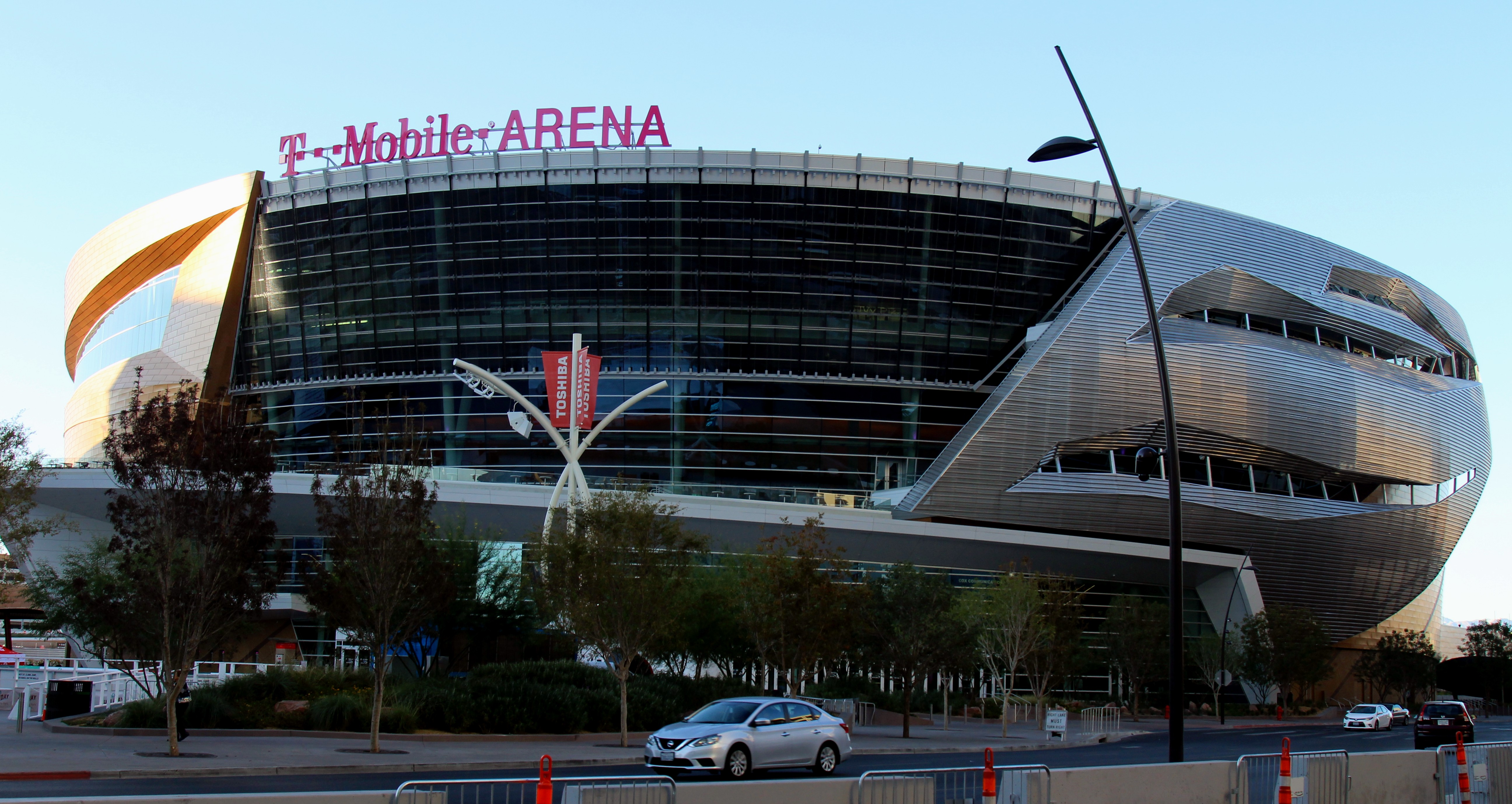
Luego de albergar el UFC 200 en 2016, T-Mobile Arena albergará este evento histórico, que será su 28vo evento de UFC.

Una pelea por el Campeonato Mundial de Peso Semipesado de UFC entre el actual campeón Alex Pereira (además de ex-Campeón Mundial de Peso Mediano de UFC y ex-Campeón de Peso Mediano y Semipesado de Glory) y el ex-campeón Jamahal Hill encabezó el evento. 
Un pelea por el Campeonato Mundial de Peso Paja Femenino de UFC entre la actual campeona Weili Zhang y Yan Xiaonan se llevó a cabo en el evento.
Una pelea de peso ligero entre el ex-Campeón Interino de Peso Ligero de UFC Justin Gaethje y el ex-Campeón Mundial- de Peso Pluma de UFC Max Holloway por el título simbólico "BMF" (baddest motherfucker o en español el hijo de puta más rudo) se llevó a cabo en el evento. Gaethje ganó el título en UFC 291 derrotando a Dustin Poirier por nocaut en el segundo asalto.
Una eliminatoria titular de peso ligero entre el ex-campeón Charles Oliveira y Arman Tsarukyan se llevó a cabo en el evento.
Una pelea de peso mediano entre el prospecto invicto Bo Nickal y Cody Brundage abrió la cartelera principal.

### Cartelera preliminar
El ex-Campeón Mundial de Peso Semipesado de UFC Jiří Procházka (además de Campeón Inaugural de Peso Semipesado de Rizin) y Aleksandar Rakić se enfrentaron en una pelea de peso semipesado en el evento.
El ex-Campeón Mundial de Peso Gallo de UFC Aljamain Sterling hizo su debut promocional en peso pluma contra Calvin Kattar.
La medallista de oro olímpica en judo de 2012 y 2016 (además de dos veces campeona del torneo de peso ligero femenino de PFL) Kayla Harrison hizo su debut en la promoción, además de su debut en peso gallo, contra la ex-Campeona Mundial de Peso Gallo Femenino de UFC (además de miembro del Salón Internacional de la Fama del Boxeo) Holly Holm.
Una pelea de peso pluma entre Sodiq Yusuff y Diego Lopes se llevó a cabo en el evento.
La adición final al evento fue una pelea de peso ligero entre Renato Moicano y Jalin Turner.
Una pelea de peso paja femenino entre la ex-Campeona Mundial de Peso Paja Femenino de UFC Jéssica Andrade y Marina Rodriguez se llevó a cabo en el evento.
Jim Miller y Bobby Green se enfrentaron en una pelea de peso ligero en el evento. Miller se convertirá en el único peleador en competir en los eventos de múltiplos de 100 de la organización, previamente compitiendo en UFC 100 y UFC 200. El par fue previamente programado tres veces, pero cancelada las tres veces por Green: primero en abril de 2014, en UFC 172, por una lesión de codo; la segunda en febrero de 2021, en UFC 258, cuando Green colapsó luego del pesaje y fue declarado incapaz de competir; y la tercera vez en julio de 2022, en UFC 276, cuando Green se retiró por razones no reveladas.
Una pelea de peso gallo entre el ex-campeón Cody Garbrandt y el dos veces Campeón Mundial de Peso Mosca de UFC Deiveson Figueiredo se llevó a cabo en el evento. El par estaba programado previamente para enfrentarse en noviembre de 2020, en UFC 255 por el título de peso mosca pero Garbrandt se retiró por un desgarro de bíceps.

### Información adicional
El evento originalmente incluía bonos de $50,000 por la noche de la pelea, que se aumentaron a $300,000 2 días antes del evento, marcando la cantidad más alta jamás pagada por la promoción por dichos bonos.
Durante la transmisión del evento, se anunció que la pelea por el Campeonato Mundial de Peso Mediano de UFC que se llevó a cabo en agosto de 2010, en UFC 117 entre el campeón Anderson Silva (también miembro del Salón de la Fama de UFC) y el retador Chael Sonnen (además de ex-retador del Campeonato Mundial de Peso Semipesado de UFC) iba a ser la siguiente pelea en ser inducida al Salón de la Fama de UFC.

## Resultados
1. ↑  Por el Campeonato Mundial de Peso Semipesado de la UFC
2. ↑  Por el Campeonato Mundial de Peso Paja Femenino de UFC.
3. ↑  Por el Campeonato BMF.
4. ↑  Eliminatoria titular de peso ligero.

## Bonificaciones
Los siguientes peleadores recibieron bonos de $300.000:
- Pelea de la Noche: Max Holloway vs. Justin Gaethje
- Actuación de la Noche: Max Holloway y Jiří Procházka

## Secuelas
La Comisión Atlética del Estado de Nevada (NSAC) retuvo las bolsas de Arman Tsarukyan y Diego Lopes debido a sus comportamientos en el evento. Donde Arman Tsarukyan golpeó a un fanático en su camino hacia el octágono. Y a Diego Lopes por saltar de la jaula.  Ambos peleadores se reunieron con (NSAC) el 30 de abril de 2024 para discutir lo sucedido. La NSAC decidió retener el 20% de la bolsa de pelea de Tsarukyan ($31,600 de $158,000) y $5,000 del pago de $100,000 de Lopes.